# Romulea luteiflora
Romulea luteiflora är en irisväxtart som först beskrevs av M.P.de Vos, och fick sitt nu gällande namn av M.P.de Vos. Romulea luteiflora ingår i släktet Romulea och familjen irisväxter.

## Underarter
Arten delas in i följande underarter:
- R. l. luteiflora
- R. l. sanisensis